# Hiddensoer Künstlerinnenbund
Der Hiddensoer Künstlerinnenbund – oftmals auch als Hiddenseer Künstlerinnenbund bezeichnet – war eine Vereinigung von Malerinnen auf der Insel Hiddensee, die sich in der Kunstwelt bereits einen Namen gemacht hatten und aus ganz Deutschland an die Ostsee kamen, um sich ihrer Leidenschaft für Motive von Hiddensoe und der Waterkant – so die Selbstbeschreibung – zu widmen. Der Bund wurde nicht, wie in vielen Quellen zu lesen, 1922, sondern bereits 1919 gegründet. Dies belegt eine Notiz in den Kunstnachrichten vom 15. November 1919: »Hiddensöe. Eine Anzahl Malerinnen hat sich zu einem Hiddensöer Künstlerinnenbund zusammen getan.«
Die Schreibweise mit »oe« bzw. »öe« geht zurück auf skandinavische Herrscher. Im 13. Jahrhundert ist Hiddensee in der Edda (um 1270, Kapitel 23, Vers 22) und auch in der Knytlinga saga (um 1260) als Hedinsey erwähnt. Dort nutzte der dänische König Waldemar I. Hedinsey als Ruhestützpunkt für seine Truppen im Kampf gegen die Bewohner Rügens. Am 19. Oktober 1911 verfügte der Stralsunder Regierungspräsident offiziell die Festsetzung der Schreibweise mit »oe«, die sich trotzdem nie durchsetzte.

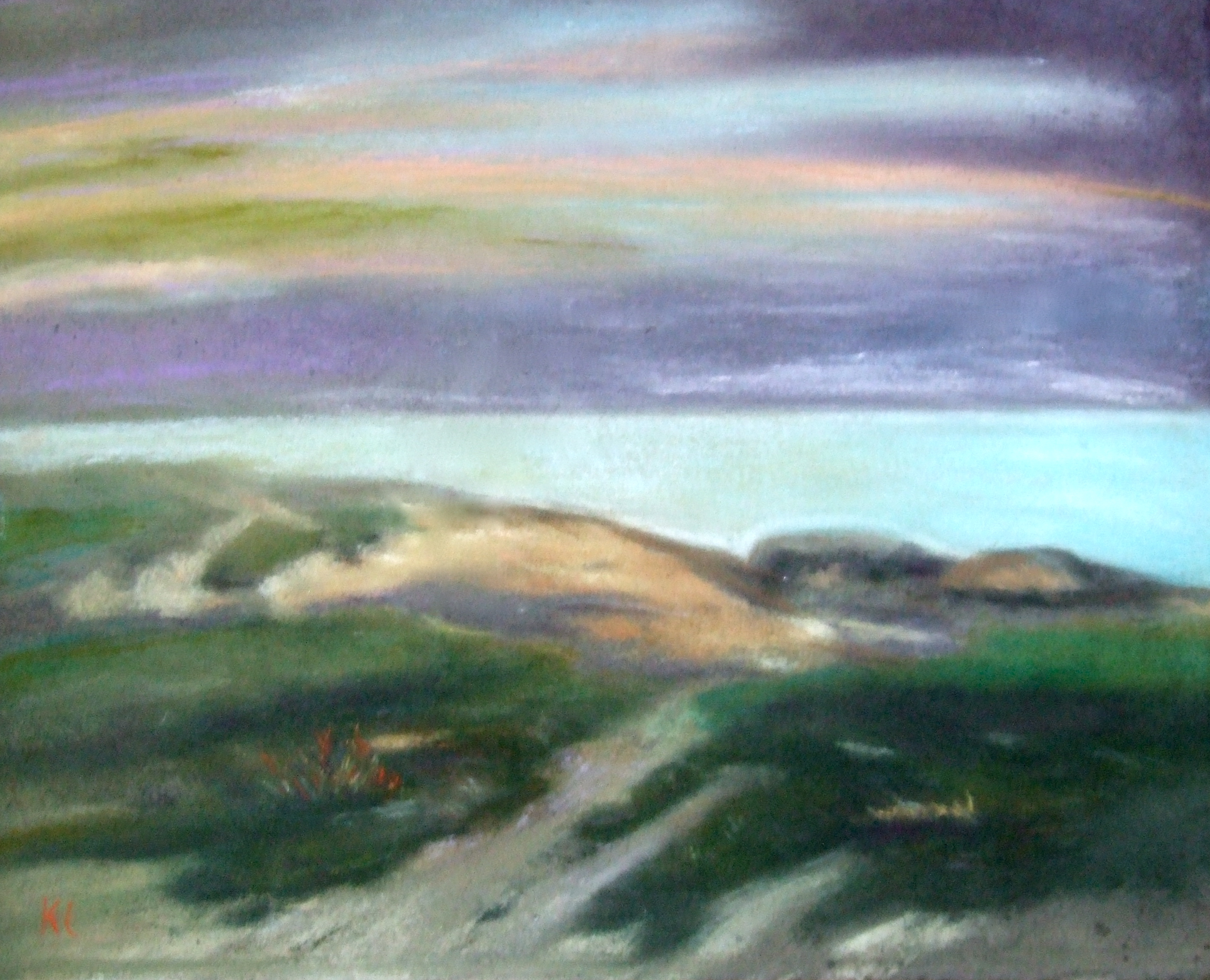
Käthe Loewenthal: Dünenheide vor Vitte (Hiddensee), 1930

Die Gründung erfolgte auf Initiative der Malerin Henni Lehmann, die gemeinsam mit Clara Arnheim und Elisabeth Büchsel den Vorstand bildete. Zu den weiteren Mitgliedern der ersten Stunde gehörten Käthe Loewenthal, Katharina Bamberg und Elisabeth Andrae. Julie Wolfthorn, Anna Schirbaum, Helene Lottberg, Augusta von Zitzewitz, Bertha Dörflein-Kahlke, Marta Mischel, Martel Schwichtenberg, Margarete Macholz und Dorothea Stroschein kamen später hinzu, so dass insgesamt 16 Frauen dem Hiddensoer Künstlerinnenbund angehörten.
Zentrum des Künstlerbundes war die Kunstscheune in Vitte neben dem Ferienhaus von Henni Lehmann, die später auch als Blaue Scheune bekannt wurde. Dort luden die Malerinnen zu gemeinsamen Arbeiten und Ausstellungen ein. Hiddensee – zu Beginn des 20. Jahrhunderts der Sommertreffpunkt für die künstlerische Avantgarde Berlins – wurde so auch zu einem Schauplatz der Moderne in Sachen Frauenkunst. Zu den Malgästen des Bundes zählten etwa die Hamburger Malerin Elisabeth Büttner, die 1915 in Vitte das Hexenhaus erworben hatte, sowie deren Freundin, die aus Wien stammende Maria Ressel.
Die Mitglieder des Künstlerinnenbundes mussten als ernsthafte, der Kunst verpflichtete Malerinnen gegen den Vorwurf ankämpfen, „Malweiber“ zu sein – also Frauen, die sich an der Staffelei versuchten, bis sie standesgemäß heiraten konnten. Die Malerinnen distanzierten sich ausdrücklich davon, als „Malweiber“ bezeichnet zu werden, da sie ihr Tun als ernsthafte Kunst betrachteten.
Bereits 1933 in der Frühzeit des Nationalsozialismus ging der Künstlerinnenbund zugrunde. Etliche Malerinnen galten unabhängig von ihrer tatsächlichen Religionszugehörigkeit als jüdisch und mussten die Insel verlassen: Henni Lehmann nahm sich 1937 das Leben, Clara Arnheim, Käthe Loewenthal und Julie Wolfthorn wurden von den Nationalsozialisten verfolgt und deportiert. Andere blieben unbehelligt: Elisabeth Andrae verstarb im November 1945. Elisabeth Büchsel, Katharina Bamberg und Dorothea Stroschein überlebten den Zweiten Weltkrieg und malten bis ins hohe Alter. Den Künstlerinnenbund konnten sie nicht wiederbeleben.